# Agatha Christie
Agatha Mary Clarissa Christie DBE, nascida Agatha Mary Clarissa Miller; (Torquay, 15 de setembro de 1890 — Wallingford, 12 de janeiro de 1976), popularmente conhecida como Agatha Christie, foi uma escritora britânica que atuou como romancista, contista, dramaturga e poetisa. Destacou-se no subgênero romance policial, tendo ganhado popularmente, em vida, a alcunha de "Rainha/Dama do Crime" ("Queen/Lady of Crime", no original em inglês). Durante sua carreira, publicou mais de oitenta livros, alguns sob o pseudônimo de Mary Westmacott.
Segundo o Guiness Book, Christie é a romancista mais bem sucedida da história da literatura popular mundial em número total de livros vendidos, uma vez que suas obras, juntas, venderam cerca de quatro bilhões de cópias ao longo dos séculos XX e XXI, cujos números totais só ficam atrás das obras vendidas do dramaturgo e poeta William Shakespeare e da Bíblia. Segundo a organização Index Translationum, as obras de Agatha Christie já foram traduzidas, em levantamento recente, para mais de 100 idiomas em todo o mundo. Seu livro mais vendido, Ten Little Niggers (publicado no Brasil como E Não Sobrou Nenhum, ou O Caso dos Dez Negrinhos, e em Portugal como Convite para a Morte ou As Dez Figuras Negras), de 1939, é também, com cerca de 100 milhões de cópias comercializadas em todo o globo, a obra de romance policial mais vendida da história, além de figurar na lista dos livros mais vendidos de todos os tempos, independentemente de seu gênero.
Em 1971, foi condecorada pela rainha do Reino Unido, Elizabeth II, com o título de Dama-Comendadora da Ordem do Império Britânico, uma honra que consiste no equivalente feminino ao sir. No total, escreveu mais de 100 livros. É constantemente referida por seus emblemáticos personagens, incluindo o detetive belga Hercule Poirot e a idosa detetive amadora Miss Marple.

## Vida
Agatha Mary Clarissa Miller nasceu em 15 de setembro de 1890, na costa de Devon, na cidade de Torquay, sendo a terceira filha de um rico americano. Os seus livros venderam centenas de milhões de cópias em inglês, além de mais algumas centenas de milhões em línguas estrangeiras, totalizando mais de 4 bilhões de exemplares. Ela é a autora mais publicada de todos os tempos em qualquer idioma, sendo somente ultrapassada pela Bíblia e por Shakespeare. Christie é a autora de 80 romances policiais e compilações de pequenas histórias. 19 peças e seis romances escritos sob o nome de Mary Westmacott. Agatha Christie foi pioneira ao fazer com que os desfechos de seus livros fossem extremamente impressionantes e inesperados, sendo praticamente impossível ao leitor descobrir quem é o assassino.

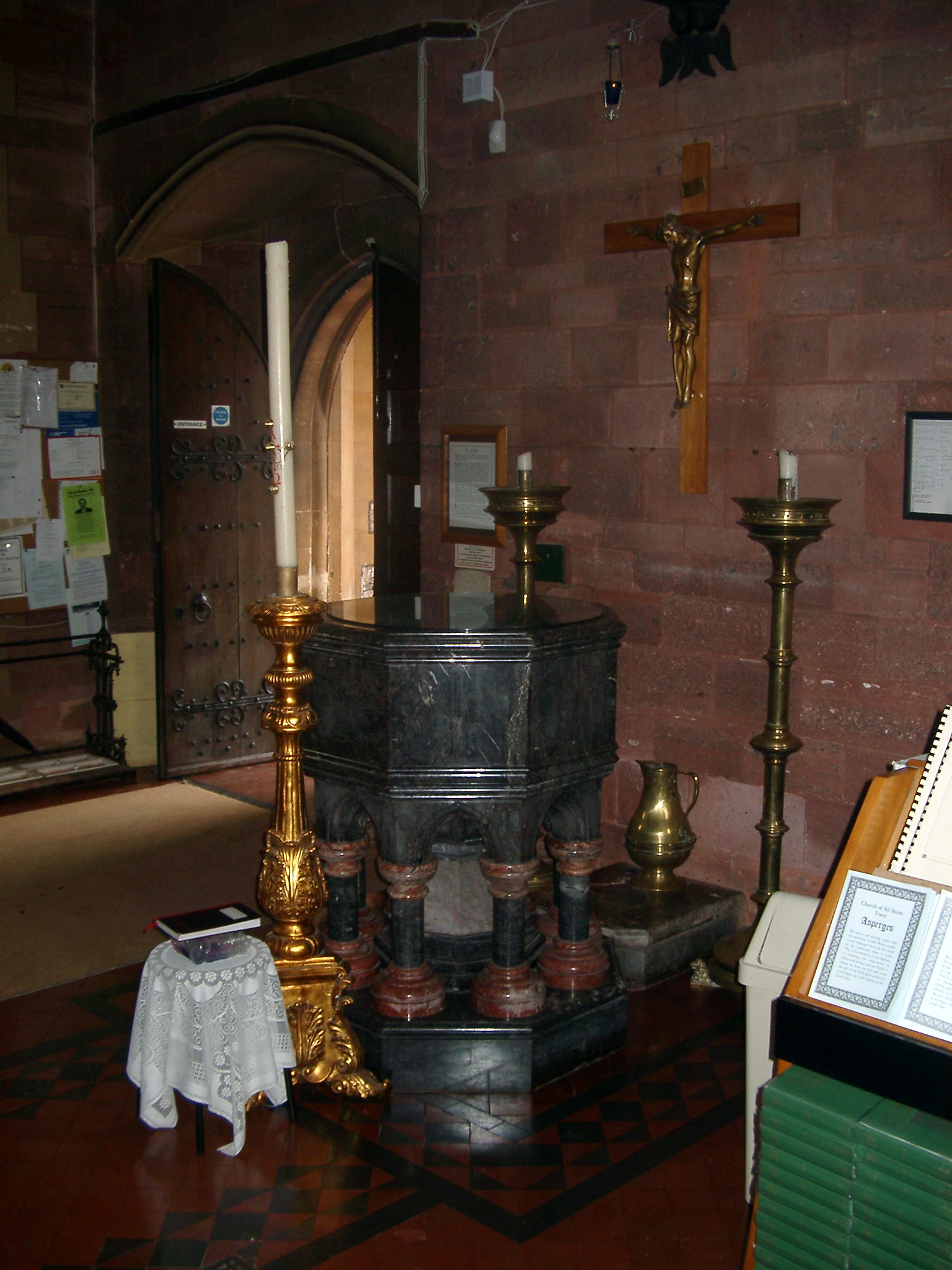
Local onde Agatha foi batizada

### Primeiros anos
O pai de Agatha, Frederick, era americano e passava a maior parte do tempo viajando; já a mãe, Clara, era uma mulher muito tímida, de quem Agatha herdou boa parte de sua personalidade. O casal tinha mais dois filhos, Madge e Monty, ambos mais velhos que a futura escritora. Em 1896, mudou-se com a família para França. Embora Madge e Monty recebessem uma educação formal, a mãe decidiu que a filha mais nova deveria começar a estudar antes dos 8 anos. Quando com quatorze anos de idade, Agatha praticamente só foi educada em casa, tendo diversos tutores e professores particulares. Quando tinha apenas 11 anos, o seu pai Frederick morreu, e a partir de então Agatha começou a viajar para vários lugares do mundo com a mãe. Aos 16 anos, foi para uma escola de aperfeiçoamento em Paris, onde se destacou como cantora e pianista.
Conheceu o Coronel Archibald Christie, piloto do Corpo Real de Aviadores em 1912, e manteve com ele um romance tempestuoso. Casaram-se em 24 de dezembro de 1914. Enquanto o marido esteve na Primeira Guerra Mundial, Agatha trabalhou em um hospital e em uma farmácia, funções que influenciaram seu trabalho: muitos dos assassinatos em seus livros foram cometidos com o uso de veneno. Em 1919, teve com Archibald sua primeira e única filha, Rosalind. Em 1926, a mãe de Agatha, Clara, morreu. Naquele mesmo ano a autora se divorcia do marido e desaparece por vários dias. A irmã mais velha de Agatha, Madge faleceu em 1950, e o irmão Monty faleceu em 1929.

### Início na literatura
Começou a escrever The Mysterious Affair at Styles em 1916, e o livro foi publicado em 1920 pela editora Bodley Head vendendo cerca de 2 000 cópias, após ser rejeitado por 6 editoras. Em seguida vieram The Secret Adversary, The Murder on the Links, The Man in the Brown Suit, Poirot Investigates e The Secret of Chimneys. Mas o sucesso veio em 1926 com a publicação de The Murder of Roger Ackroyd, que vendeu 5 000 cópias. O livro causou polêmica, pois Agatha contrariou as regras dos romances policiais.

### Desaparecimento

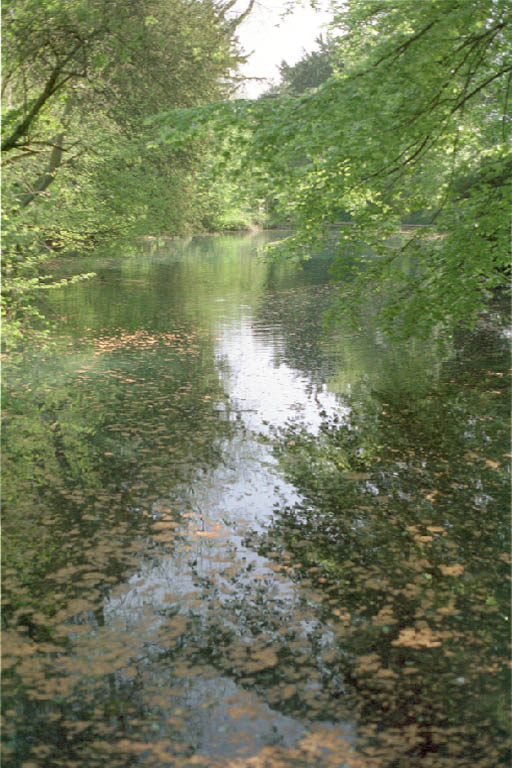
O lago Silent Pool onde o carro da autora foi encontrado.

Em 3 de dezembro de 1926, seu marido Archie revela que está apaixonado por outra mulher, Nancy Neele, e quer o divórcio. Então, deixa a esposa, para passar um fim de semana com a amante e alguns amigos em Godalming, Surrey. Após chegar em casa e não encontrar o marido, Agatha abandonou a casa em Styles por volta das 21h45 daquela noite com uma pequena mala. Na manhã do dia 4 de dezembro seu carro foi encontrado em um barranco no lago de Silent Pool em Newlands Corner, com os faróis acesos. Dentro do Morris Cowley verde foram deixados um casaco de pele, a sua mala e uma carteira de motorista vencida. O desaparecimento da autora se tornou notícia em Surrey quando a polícia local publicou um relatório de pessoas desaparecidas, e passou-se a oferecer £ 100 para quem tivesse qualquer informação sobre a autora. Aviões, mergulhadores e escoteiros buscavam por Agatha - ao todo a busca teve a ajuda de 15 000 voluntários.
Várias informações foram acrescentadas à história do desaparecimento da autora, no livro The World of Agatha Christie. Martin Fido diz que na semana de seu desaparecimento Agatha deixou uma carta para Carlo Fisher, sua secretária, pedindo para cancelar uma hospedagem em Yorkshire. Segundo Martin, a autora escreveu também uma carta ao marido fazendo-lhe duras críticas. Ainda no sábado, antes da descoberta do carro da autora, ela havia escrito uma carta a Campbell Christie, de Londres, dizendo que iria para Yorkshire, mas a carta foi perdida antes que Campbell pudesse lê-la. Uma nota também foi escrita para o vice-chefe de polícia de Surrey (ainda antes de encontrar-se o carro de Agatha), informando que Archie temia por sua segurança.

#### Descoberta

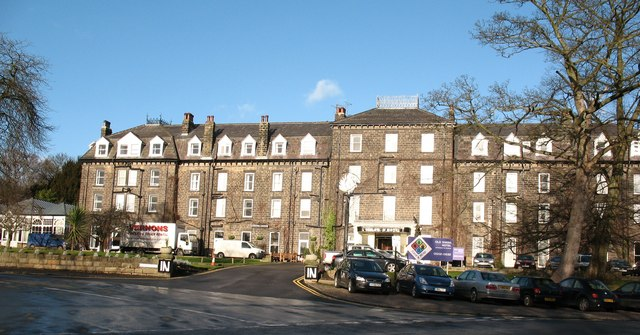
O Old Swan Hotel, onde Agatha foi encontrada

Agatha Christie estava desaparecida há 11 dias, desde que seu carro havia sido encontrado no lago Silent Pool, e estava sendo procurada por aviões (foi a primeira vez que se usou aviões para buscar alguém desaparecido na Inglaterra), quando a polícia soube que ela estava no Hydropathic Hotel (hoje Old Swan Hotel), em Harrogate. Agatha chegou lá de táxi no dia 4 de dezembro levando consigo apenas uma mala.
A autora estava hospedada sob o nome de Teresa Neele (o mesmo sobrenome da amante de seu marido), dizendo ser da Cidade do Cabo, e explicando que era uma mãe de luto pela morte de seu filho. No hotel, Agatha foi vista dançando, jogando bridge, fazendo palavras cruzadas e lendo jornais. Curiosamente, a autora deixou um anúncio no The Times dizendo que Teresa Neele procurava parentes e amigos da África do Sul; interessante ressaltar que a irmã de Agatha, Madge, morreu em 1923, após voltar do país africano. A autora foi reconhecida no hotel pelo músico Bob Sanders Tappin, que reivindicou a recompensa de 100 libras. Sanders disse que se dirigiu à autora como "Mrs. Christie" e que essa respondeu-lhe, mas disse que estava sofrendo de amnésia. Agatha foi encontrada pela polícia no dia 19 de dezembro.

#### Controvérsia
Várias teorias foram criadas para explicar o falso desaparecimento da autora, algumas pessoas defendem que o escândalo foi um golpe publicitário para aumentar a venda de um dos seus livros (The Murder of Roger Ackroyd lançado semanas antes do desaparecimento, continuava na lista de best-sellers), outras que a intenção da autora era apenas se vingar de Archibald, simulando sua morte para que o marido fosse acusado de assassiná-la, e finalmente há os que dizem que a autora realmente sofreu um acidente de carro e perdeu a memória.
Embora em seus livros autobiográficos não haja quase nenhuma informação sobre o episódio de seu desaparecimento, acredita-se que, em O Retrato, publicado sob o nome de Mary Westmacott, Agatha conta muito da sua história através da personagem Celia, que pensa em suicídio após ser abandonada pelo marido.

### O segundo casamento e retorno à literatura
Em 1927 Agatha voltou a escrever, com a publicação de The Big Four, protagonizado por Hercule Poirot. Mesmo após o escândalo de seu desaparecimento, Agatha só se separou de Archibald em 1928, dois anos após o incidente. No outono do mesmo ano, o arqueólogo britânico Leonard Woolley convidou Agatha para o Oriente Médio, onde estava no comando de escavações em Ur. No ano seguinte Agatha voltou a Ur, onde conheceu o jovem assistente de Woolley, Max Mallowan (14 anos mais jovem que Agatha), com quem se casou em 1930. A autora manteve seu nome como Agatha Christie porque assim estava celebrizada entre os seus leitores, mas em sua vida particular era chamada de Mrs. Mallowan. Com o marido, Agatha viajou por todo o mundo, fazendo escavações e tomando conhecimentos sobre arqueologia, e escreveu um livro sobre a experiência, Come, Tell Me How You Live. O casamento com Mallowan duraria até a morte da escritora. Sua única filha, Rosalind casou-se no início da Segunda Guerra Mundial, e em 1943 teve um filho, Mathew Prichard, o único neto de Agatha Christie.

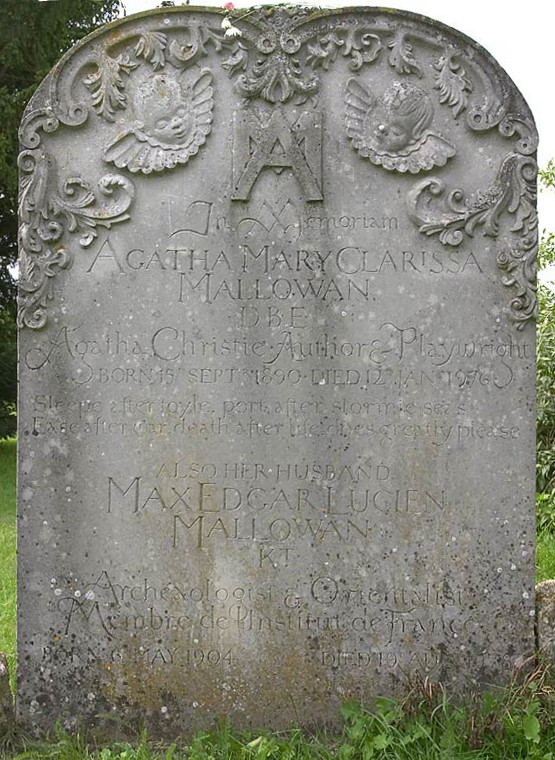
Gravura no túmulo da autora

Em 1934, Agatha Christie alcança o auge de sua carreira, com um de seus livros mais famosos, Murder on the Orient Express, adaptado para o cinema, teatro e TV em incontáveis ocasiões, sendo a mais famosa delas a versão de 1974 do romance, que rendeu um Óscar a Ingrid Bergman, e três prêmios BAFTA. Só no ano de lançamento do filme, o romance original vendeu 3 milhões de cópias.

### Últimos anos
O último livro protagonizado por Hercule Poirot, Curtain (escrito nos anos 40), foi publicado em dezembro de 1975, porque Agatha já não se sentia disposta a escrever. A autora morreu 1 mês depois, em 12 de janeiro de 1976, por conta de causas naturais (pneumonia). Encontra-se sepultada em St Mary Churchyard, Cholsey, Oxfordshire na Inglaterra. Já o último livro de Miss Marple, Sleeping Murder (também escrito nos anos 40) foi publicado em outubro de 1976. O marido Max Mallowan morreu em 1978.

## O legado de Agatha

Placa em homenagem a Agatha Christie na Abadia de Torre (Torre Abbey), em Torquay

Ao contrário dos irmãos, Agatha nunca teve chance de frequentar a escola pública, e foi educada pela mãe, num ambiente quase recluso onde Agatha interessou-se pela música clássica e sonhava em ser cantora lírica. Agatha chegou até mesmo a estudar música em Paris. Em sua infância, também através da mãe, teve o primeiro contato com a literatura.
Em seus 56 anos de carreira Agatha Christie escreveu mais de 80 livros, fora as várias peças teatrais e adaptações cinematográficas e televisivas de suas obras, protagonizadas por Hercule Poirot, o detetive belga popularizado pelo uso de suas "células cinzentas", e Miss Marple, a solteirona, que observando a natureza humana pode solucionar os mais obscuros mistérios.

### Guinness

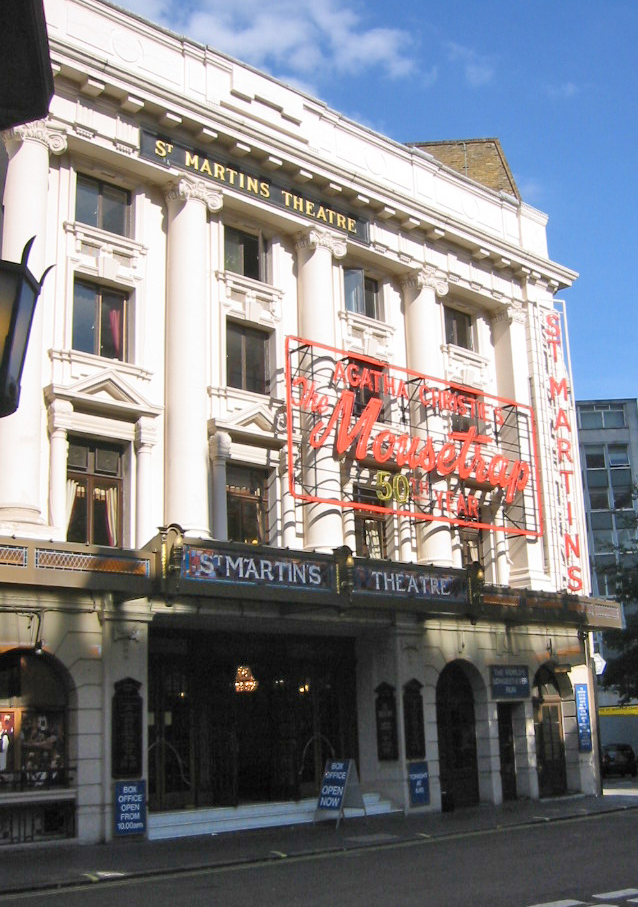
St. Martin's Theatre, onde é encenada a peça The Mousetrap.

Agatha foi uma das autoras mais prolíficas do mundo. Ela está no Guinness Book of World Records, como a autora mais vendida no mundo: seus livros já venderam mais de 4 bilhões de cópias em 103 idiomas e os royalties gerados pelas obras são de US$ 4 milhões por ano. A autora também ocupa um lugar no Guinnes pela peça teatral de maior duração do mundo: The Mousetrap estreou em 25 de novembro de 1952 no Ambassadors Theatre em Londres, em 25 de março de 1974 foi para o St. Martin's Theatre, e continua lá até hoje.

#### O maior livro do mundo
Outro recorde de Agatha Christie é o do livro mais espesso do mundo, medindo mais de 30 cm, com 4 032 páginas nas quais estão incluídos todos os 12 romances e 20 contos protagonizados por Miss Marple. The Complete Miss Marple é um dos livros mais raros da escritora. Publicado pela Cedric & Chivers Period Bookbinding, o livro é em sua maior parte de couro, com ouro em algumas partes, e dezesseis páginas feitas à mão. Foram produzidos apenas 500 volumes, e o livro é vendido por 1 000 libras. O livro tem também um mapa de St. Mary Mead, a aldeia fictícia onde Miss Marple viveu, elaborado por Nicolette Caven (baseando-se na descrição dada por Agatha em Um Corpo na Biblioteca, e em detalhes adicionais fornecidos por outros romances de Agatha), uma introdução de Kate Mosse, contando como Agatha "descobriu" Miss Marple, e um prefácio de Mathew Prichard, o neto de Agatha.

### Agatha Christie Ltd
Em 1955 foi criada a Agatha Christie Ltd., que passou a cuidar dos direitos de todas as obras, peças e filmes de Agatha após essa data. Em 1968, a Booker McConnell comprou 51% da empresa, mas pouco tempo depois aumentou seu capital sobre ela para 64%. Em 1998, a Booker vendeu sua parte para a Chorion. O neto de Agatha Christie, Mathew Prichard, herdeiro de muitas obras da avó (incluindo A Ratoeira), ainda é associado a Agatha Christie Ltd.

### Agatha Christie na Cultura Popular
Uma das principais representações de Christie na cultura popular, é na série de televisão britânica de ficção científica, Doctor Who, no episódio da quarta temporada, The Unicorn and the Wasp, que contém elementos de vários de seus livros como Death in the Clouds, The Body in the Library e The Murder at the Vicarage, até acontecimentos reais como seu desaparecimento. No episódio, cabe a Agatha (interpretada por Fennela Wolgar), ao Doutor e a Donna investigarem mortes que ocorrem em uma casa na Inglaterra de 1926, que são cometidas por um alienígena vespiforme, mesmo com Agatha sendo relutante e dizendo que não é uma detetive e apenas uma escritora. O episódio foi a maior audiência de toda a temporada.

## Vendas
Lista de vendas das primeiras edições dos livros de Agatha, segundo a Agatha Christie Ltd.
| Ano  | Título                          | ISBN            | Vendas  |
| ---- | ------------------------------- | --------------- | ------- |
| 1975 | Curtain                         | ISBN 0002316196 | 200 000 |
| 1950 | A Murder is Announced           | ISBN 0002316196 | 50 000  |
| 1946 | The Hollow                      | ISBN 0002316196 | 40 000  |
| 1945 | Sparkling Cyanide               | ISBN 0002316196 | 30 000  |
| 1943 | Five Little Pigs                | ISBN 0002316196 | 20 000  |
| 1935 | Three Act Tragedy               | ISBN 0002316196 | 10 000  |
| 1926 | The Murder of Roger Ackroyd     | ISBN 0002316196 | 5 000   |
| 1920 | The Mysterious Affair at Styles | ISBN 0002316196 | 2 000   |

## A autora em sua vida pessoal

### A vida em Devon

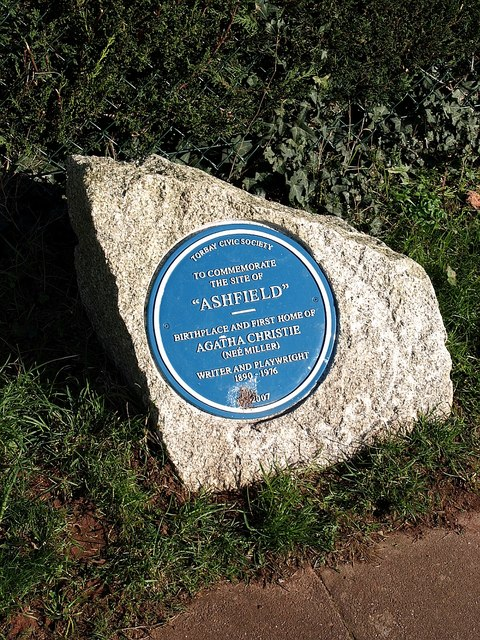
Placa em homenagem a Agatha Christie na Barton Road, em Ashfield, onde ela passou sua infância

Agatha passou sua infância e adolescência em Devon, que também foi o cenário de 15 de seus romances. A jovem Agatha viveu numa grande mansão de Ashfield no bairro de Torre. Quando criança, Agatha adorava andar de patins no Princess Pier, e banhar-se no Meadfoot Beach e Beacon Cove, uma praia só para senhoras, onde ficava, porém, o Royal Torbay Yacht Club - visitado inclusive por Frederick, o pai de Agatha, que naquele local, frequentemente jogava whist. Outro hábito interessante da infância de Agatha era participar de pequenas produções teatrais em casas de famílias eminentes da região. Ela participou de inúmeras peças na Oldway Mansion em Paignton, e no Imperial Hotel, em Torquay, que integrou três de seus romances, The Body in the Library, Peril at End House e Sleeping Murder. A autora também participava de concertos no Torquay's Pavilion. Foi após um concerto que Agatha recebeu o seu segundo pedido de casamento (sendo o primeiro de Reggie Lucy num campo de golfe de Torquay), do subalterno Archibald Christie, que ela havia conhecido três meses antes, em um baile na Ugbrooke House perto de Exeter. Ela rejeitou o pedido, já que estava enamorada de Reggie, mas dois anos depois, na véspera do Natal de 1914, ela casou-se com Archibald.
O Grand Hotel, na beira do mar, foi o palco da lua-de-mel da autora, e é onde começa a Trilha Agatha Christie, que visita muitos dos marcos da vida da autora na região. Em 1938 comprou a Greenway Estate perto de Brixham, para viver com o segundo marido Max Mallowan, onde ela levou uma vida ativa na comunidade, chegando a doar com os lucros de um de seus livros e um vitral para a Churston Church, administrada por Lord e Lady Churston. Escreveu várias vezes sobre Devon, suas cidades, e a costa da Riviera inglesa para Dartmouth e Salcombe, e usando o cenário de Burgh Island para as novelas And Then There Were None e Evil Under the Sun, e o Moorland Hotel, em Haytor, Dartmoor em seu primeiro livro, The Mysterious Affair at Styles.

#### Greenway Estate

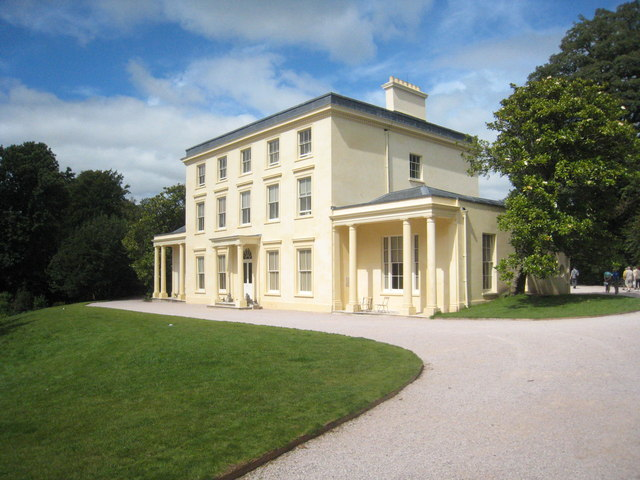
A casa de férias de Agatha em Greenway Estate

Agatha frequentemente passava as férias, fins de semana e feriados em Greenway Estate, que a inspirou a escrever Dead Man's Folly e Five Little Pigs, existindo até um barco onde o corpo de Marlene Tucker foi encontrado. Quando criança, Agatha via e admirava a casa de Greenway, dizendo para a mãe que era a casa mais bela do mundo. Agatha comprou-a pela importância de 6 mil libras. Ao comprar a casa, a autora contratou um arquiteto que revelou as heranças da Geórgia. Em 1942, a casa foi requisitada pelo Almirantado e ocupada por agentes de uma tropa americana que pintou o friso de azul, em homenagem às suas façanhas de guerra. Mesmo após a guerra, Agatha optou por manter o friso. Em 2000 a família de Agatha doou a casa ao National Trust, que após levantar £ 5 400 000, em 2009, abriu a casa ao público. No quarto de desenho da propriedade, um dos principais pontos de visitação do público, foi onde Agatha leu um de seus romances antes mesmo de ser publicado, para a família, que tentava adivinhar quem era o assassino, mas só o marido Max conseguiu acertar.

### A Vida em Londres

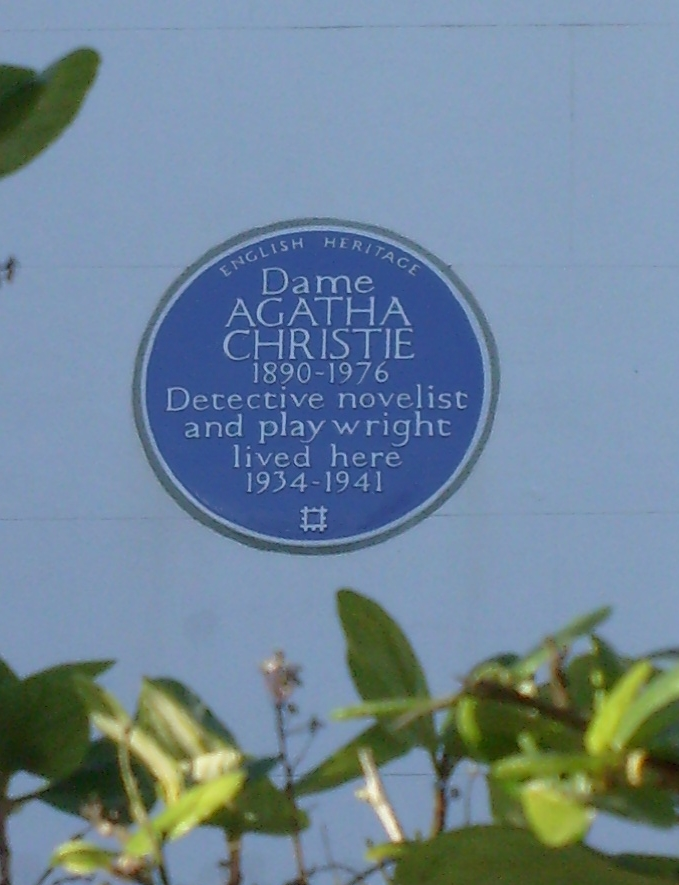
Placa em homenagem a Agatha no Sheffield Terrace onde viveu entre 1934 e 1941.

Agatha viveu em Londres por muitos anos, ela mudou-se para a cidade em 1918 e morou no 5 Northwick Terrace, em St John's Wood, nos meses finais da guerra. Mais tarde, mudou-se para Kensington, antes disso vivendo em Chelsea, onde no 48 Swan Court, ela escreveu The Witness for the Prosecution e Crooked House, Chelsea também foi o cenário de One, Two, Buckle My Shoe, e foi o lugar onde Agatha viveu por mais tempo. A autora viveu em nada menos que nove casas em Londres e no 58 Sheffiel Terrace, a autora ganhou uma placa em sua homenagem, que marca a casa em que ela viveu. Londres é também o marco forte de suas obras, além de ser a morada de Hercule Poirot, em At Bertram's Hotel, o hotel em questão é baseado no Hotel Brown, na saída de Piccadilly, onde ela diz ter estado uma vez.

### Viagens
A primeira viagem de Agatha foi até França, e em seguida ao Cairo, mas uma de suas mais interessantes viagens foi a Bagdá no Expresso do Oriente (Orient Express em inglês e francês), em 1928. Foi em Bagdá, aliás, que Leonard Wooley, a apresentou a Max Mallowan, seu futuro marido, e que mudaria a vida de Agatha completamente: nos 30 anos seguintes ela viajaria pelo mundo em missões arqueológicas, e não teria mais residência fixa. A inspiração para o livro Murder on the Orient Express, veio em 1931, quando Agatha ficou presa com outros passageiros no Simplon-Orient Express quando voltava de Nínive - o livro foi publicado em 1934 e baseia o enredo exatamente nisso: um grupo de pessoas presas num trem por conta da neve.
Durante as escavações arqueológicas, além de ajudar o marido a restaurar e a limpar objetos antigos, Agatha também escrevia. E foram as suas descobertas sobre as civilizações passadas que a levaram a se interessar pela vida nos desertos do Oriente Médio. A disposição real do navio SS Karnak no Nilo que a inspirou a escrever Death on the Nile. As escavações em Ur, para Murder in Mesopotamia; as visitas a Petra para Appointment with Death; e uma experiência no sul da Mesopotâmia para They Came to Baghdad.

### Ordem do Império Britânico
Agatha Christie tornou-se Dama-Comendadora da Ordem do Império Britânico em 1971 – a rainha Elizabeth II era uma grande fã de seus livros. Morreu em 1976, e desde então vários livros seus foram publicados pós-morte: o romance de sucesso Sleeping Murder apareceu mais tarde naquele ano, seguido pela sua autobiografia e pela coleção de pequenas histórias Miss Marple's Final Cases and Two Other Stories, Problem at Pollensa Bay e While the Light Lasts and Other Stories. Em 1998, Black Coffee foi a primeira das suas peças a ser adaptada para o teatro por outro autor, Charles Osborne.

## Estilo de escrita
Agatha Christie, apesar de não gostar muito de falar em público, em sua Autobiografia, fala muito sobre seu estilo de escrita, a autora possuía uma vasta coleção de livros de Charles Dickens, PG Wodehouse e Lewis Carroll. Agatha também ganhou fama criando livros de mistério satirizando obras infantis, como foi o caso de Five Little Pigs. Em suas obras a autora frequentemente usava como espaço pequenas vilas ou aldeias inglesas, outro ponto comum, é que a maioria de suas obras tinha um médico.

### Modus Operandi
Cada escritor tem seu modus operandi, Agatha não era diferente, e tinha uma opinião sobre a carreira de escritora bem adequada ao seu perfil: "A escrita é um grande conforto para pessoas como eu, que estão inseguros sobre si mesmos e têm dificuldade para expressar-se corretamente.", Agatha raras vezes participava de reuniões públicas, e o pouco que se pode saber sobre o processo de criação de suas obras, é o que ela revela em sua biografia.

#### Influências
A mãe de Agatha lia para a filha muitos livros, o que era uma distração para ambas, entre os autores lidos pela mãe estavam Sir Walter Scott, Charles Dickens, John Milton, Alexandre Dumas e Jane Austen, Agatha disse uma vez que seu autor favorito foi Charles Dickens, e que sua obra preferida do autor era Bleak House. Agatha e a irmã Madge também gostavam muito de histórias de detetives, sendo que a futura escritora leu a primeira história de Sherlock Holmes com apenas oito anos, Agatha passou a ler também as obras de Edgar Allan Poe. Na época Agatha disse a irmã, Madge, que poderia escrever uma história de detetive, após elas lerem o livro The Mystery of the Yellow Room de Gaston Leroux, a irmã duvidou, e em sua biografia Agatha disse que então, a semente foi plantada, e que ela havia sido atingida pela determinação de escrever histórias policiais.

#### O processo de criação

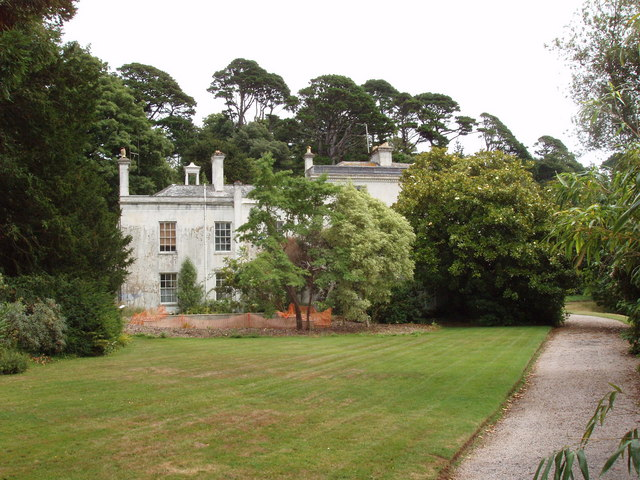
Greenway House, onde Agatha Christie viveu por algum tempo

Antes de começar a escrever Agatha precisou definir um estilo próprio, segundo ela mesma, é difícil para um jovem escritor iniciar sua carreira sem copiar, mesmo que minimamente, o estilo de seus ídolos. Ela considerava iniciar uma obra, como algo francamente, difícil, e que muitas vezes, ficava horas encarando a máquina de escrever e mordiscando um lápis, esperando uma ideia, o que lhe dava intenção de desistir, mas a autora dizia ser encorajada pelo marido Max Mallowan a continuar. Em qualquer lugar Agatha recebia inspiração para escrever, possuía um caderno, que levava sempre consigo para anotar suas ideias, referentes a enredos, venenos fatais ou crimes que lia nos jornais. Em algumas ocasiões chegou a provocar sua mente, dizendo que viveria com a obra até que ela estivesse pronta. Foi assim com The Murder of Roger Ackroyd, a escritora a todo momento ajustava os detalhes da trama. Agatha disse ter tido sensações parecidas com Lord Edgware Dies, cuja ideia surgiu-lhe na mente após ver um show de imitação de Ruth Draper.
Personagens para os romances surgiam da mesma maneira que os enredos, a autora dizia criar personagens para si mesma, e ser capaz de escolher alguém em qualquer lugar, para servir de base para seus personagens fictícios, mas somente uma vez incluiu uma pessoa real em um de seus livros. Ernest Belcher, um ex-professor e também chefe de Archibald (o primeiro marido de Agatha), havia pedido à autora que o incluísse em um de seus livros, que veio a ser The Man in the Brown Suit, usando a casa do mesmo como cenário para o assassinato. A autora negou a sugestão, mas criou Pedler, personagem baseada em Ernest, com seus maneirismos e frases, a autora dizia não considerar ter feito um bom trabalho, e por isso nunca voltou a incluir pessoas reais em seus livros. Mas Agatha também incluiu algumas outras pessoas reais em seus livros, como Ariadne Oliver, Lady Nancy Astor (a primeira mulher a ser membro do Parlamento), Lady Westholme (em Appointment with Death) e Katherine Woolley (esposa do Dr. Leonard Wooller, arqueólogo que trabalhou com Max Mallowan) em Murder in Mesopotamia.
Em sua autobiografia a autora diz que o grande prazer em escrever histórias policiais é que há vários gêneros a escolher: "(...)a história policial intrincada, com um enredo complicado, tecnicamente interessante e que requer muito trabalho, mas é sempre compensadora e, ainda, o que posso descrever como a história policial que tem como pano de fundo uma espécie de paixão: nesse caso, é a paixão o que ajuda a salvar a inocência. Porque é a inocência que importa, não a culpa.(...)". Em sua autobiografia Agatha também diz se assustar que as pessoas não se preocupam com as vítimas e sim com os culpados, quando leem um romance policial. Diz ainda que conseguiu ficar feliz com uma história, quando escreveu And Then There Were None, que lhe custou muito planejamento, já que era difícil desenvolver tantas mortes num só livro e não querer que o assassino seja óbvio, mas que a ideia lhe fascinara profundamente. Agatha também mencionou que nunca pensou seriamente sobre o crime, mas que escrever sobre ele, lhe levou a um estudo mais detalhado da criminologia.

#### A execução das obras

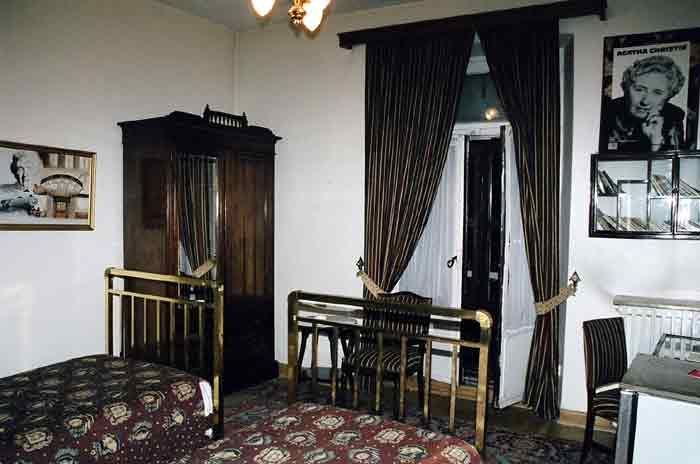
Quarto do Pera Palas Hotel em Istambul, na Turquia onde Agatha escreveu Assassinato no Expresso do Oriente.

Desde o começo Agatha contou com a ajuda de sua secretária, Charlotte Fisher, que escrevia aquilo que a autora ditava, segundo sua autobiografia, Agatha se sentia insegura no começo, não conseguia dizer frases completas sem hesitar, e que passou mais de uma hora, tentando iniciar a obra, e que a própria Charlotte, apesar de ser secretária estenógrafa estava nervosa, e com medo de que Agatha ditasse de forma muito rápida. Quando um entrevistador visitou a casa de Agatha Christie, e perguntou-lhe onde ela escrevia, Agatha diz ter sido difícil responder, já que ela escrevia em qualquer lugar. Ela escrevia na mesa de jantar, no lavatório, e em qualquer outro lugar. A autora só exigia uma mesa resistente e uma máquina de escrever, quando estava pronta para escrever um romance, já que até então ela escrevia a mão os primeiros capítulos de seus livros. Mesmo assim ela diz ter escrito entre "magias e explosões", pois nunca teve um quarto ou escritório reservado para escrever (até sua casa em Sheffield Terrace em Londres).
Muitos de seus livros, foram escritos enquanto acompanhava o marido Max em missões arqueológicas. Escreveu Lord Edgware Dies, enquanto esteve com o marido numa escavação em Nínive, no norte do Iraque, ela dizia que poderia escrever em qualquer lugar desde que tivesse uma mesa resistente e uma máquina de escrever, porém a casa em que ficou, em Nínive não tinha uma mesa, e quando a autora pediu uma mesa ao chefe da escavação o Dr. Reginald Campbell Thompson, este negou prontamente, mas Agatha compraria a mesa de um jeito, ou de outro. A Rainha do Crime (como era conhecida), chegou a escrever um livro em apenas 3 dias, foi sob o pseudônimo de '"Mary Westmacott" que escreveu a novela Absent in the Spring, que diz ter sido o único livro que a satisfez completamente, o livro que sempre quis escrever, que desde o início já estava claro, em sua mente, pois já o estava planejando há sete anos. Para escrever o livro, ela certificou-se primeiro de que não seria interrompida, e escreveu o primeiro e o último capítulo antes dos demais, porque já conhecia tão bem seu fluxo criativo, que já sabia que iria poder desenvolver melhor sua história. Agatha também já escreveu dois livros de uma só vez, foi assim com a novela de Miss Marple, The Body in the Library e N or M? de Tommy e Tuppence, isso foi em 1941 durante a Segunda Guerra Mundial (mesma época, aliás, em que ela escreveu Curtain e Sleeping Murder, os últimos livros de Hercule Poirot e Miss Marple, respectivamente), a autora diz em sua autobiografia que não tinha problemas em escrever durante a guerra, pois ela só precisava balbuciar as falas dos personagens, e imaginá-los caminhando no local que ela havia criado para eles.

### Detetives

#### Hercule Poirot

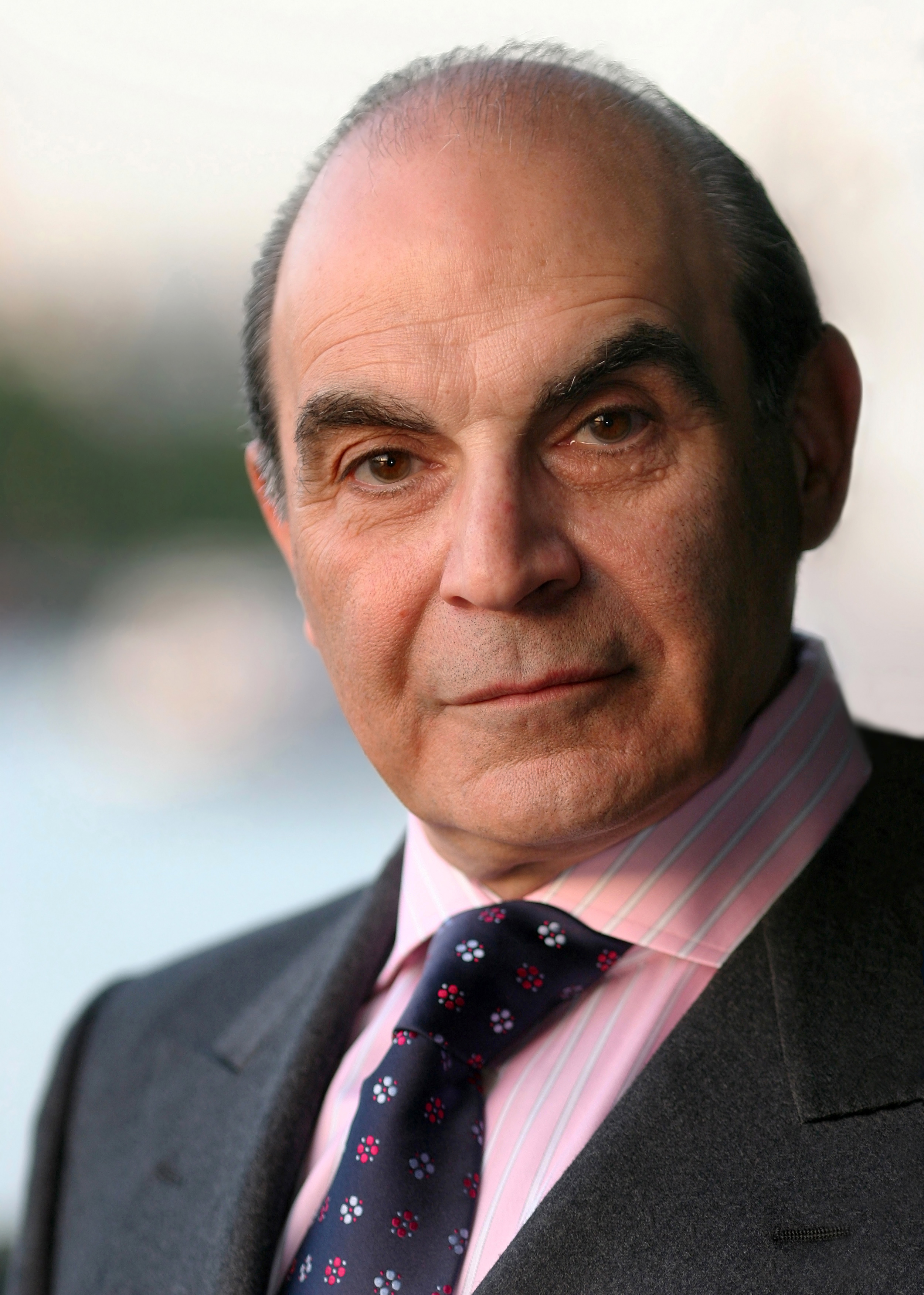
David Suchet, interpreta Poirot na série inglesa Agatha Christie's Poirot.

Pouco antes da Segunda Guerra Mundial eclodir, Agatha iniciava sua carreira literária com The Mysterious Affair at Styles. Uma das suas principais dificuldades foi criar o detetive, para isso a jovem autora inspirou-se em um belga que estava hospedado em Torquay, e criou Hercule Poirot um detetive de 1,60 m, que resolve seus casos usando as células cinzentas, e que é muitas vezes comparado a Sherlock Holmes.
| “ | Por que não seria belga meu detetive? Deixei que crescesse como personagem. Deveria ter sido inspetor, de modo a poder ter certos conhecimentos sobre crimes. Seria meticuloso, ordenado, pensei com meus botões, enquanto arrumava meu quarto. Um homenzinho bem ordeiro. Parecia-me até que o via, um homem muito alinhado, sempre cuidando de colocar tudo no devido lugar, amante dos objetos aos pares, das coisas quadradas, e não redondas. . E seria muito inteligente — teria muitas células cinzentas —, essa era uma boa frase, devia recordá-la: ele possuiria não poucas células de matéria cinzenta. Seu nome seria espetacular — um desses nomes como existiam na família de Sherlock Holmes. Como era mesmo o nome do irmão dele? Mycroft Holmes! E se chamasse ao meu homenzinho Hercules? Ele seria um homem baixo — Hercules seria mesmo um bom nome. Seu sobrenome era mais difícil. Não sei por que me decidi por Poirot. Se fui eu própria quem o inventou, ou se o vi em algum jornal, ou escrito em algum lugar, não sei — mas assentei que seria esse o nome. Combinava bem, não com Hercules, com s, mas sim com Hercule — Hercule Poirot. Estava certo, assente, graças a Deus!(...) | ” |

Poirot fez sua primeira aparição em The Mysterious Affair at Styles, chamado por seu amigo Arthur Hastings, começou sua carreira como oficial de justiça, mas passou a atuar como detetive particular, e auxiliar a polícia em casos complicados. O personagem já protagonizou diversos filmes e ganhou sua própria série de TV, Agatha Christie's Poirot onde é interpretado por David Suchet.
Em 2013, a família Christie deu o seu apoio total à publicação de uma nova história de Poirot, The Monogram Murders, escrito pela autora inglesa Sophie Hannah. Mais tarde Hannah publicou uma segunda história, Closed Casket, em 2016.

#### Miss Jane Marple
| “ | Não houve maldade em Miss Marple, ela simplesmente não confiava nas pessoas. Embora ela esperasse o pior, muitas vezes ela aceitou gentilmente as pessoas, apesar do que eles eram. | ” |

Miss Marple não se parece em nada com um detetive, mas para uma solteirona que nunca saiu de St. Mary Mead ela é surpreendentemente astuta. Jane Marple, resolve seus crimes de uma forma muito diferente de outros detetives, ela não faz interrogatórios, não procura pistas, só usa o seu conhecimento da natureza humana. Para criar Miss Marple, Agatha Christie se baseou tanto na vida real, como em suas próprias obras, na vida real pelo seu grande interesse por velhas solteiras, que mesmo vivendo em pequenas aldeias, possuíam um conhecimento extraordinário acerca do comportamento humano. Já na ficção ela usou a solteirona Caroline Sheppard, de The Murder of Roger Ackroyd, que auxiliou Hercule Poirot na solução do mistério em questão. Quando O Assassinato de Roger Ackroyd foi adaptado para o teatro por Michael Morton, ele substitui Caroline Sheppard por uma jovem, por isso Agatha resolveu dar uma voz às solteironas, e criou Miss Marple.
Miss Marple fez sua primeira aparição em The Tuesday Night Club, um conto publicado na revista The Sketch, em 1926, já sua primeira aparição em um romance se deu em The Murder at the Vicarage. Na literatura Marple protagonizou 12 romances e 20 contos, que iam desde a pitoresca Inglaterra rural de The Body in the Library até o glamour de At Bertram's Hotel e uma ilha em A Caribbean Mystery. Muitas atrizes interpretaram Miss Marple na TV e cinema, Gracie Fields foi a primeira, na versão televisiva de A Murder is Announced, em 1956. Margaret Rutherford interpretou Miss Marple em quatro filmes da MGM vagamente baseados na obra de Agatha, e também em The Murder Alphabet, ao lado de Tony Randall, que interpretou Poirot. Helen Hayes, vencedora de dois Oscares, interpretou Marple em A Caribbean Mystery de 1983 e They Do It with Mirrors de 1984. Joan Hickson foi Miss Marple nas adaptações da BBC nos anos 90. Joan havia interpretado uma empregada em Murder, she Said, que tinha Rutherford como Marple. Por fim Geraldine McEwan interpretou a detetive nas adaptações da ITV em 2004, sendo substituída por Julia McKenzie em 2009.

#### Tommy e Tuppence
Apenas após a Primeira Guerra Mundial, que os jovens Tuppence Cowley e Tommy Beresford, criam a "Jovens Aventureiros Ltd.". Ao todo o casal de jovens participou de 5 livros da autora, entre eles uma coletânea de contos: The Secret Adversary, Partners in Crime, N or M?, By the Pricking of My Thumbs e Postern of Fate.. Agatha descreve Tommy como agradavelmente feio, mas inequivocamente um cavalheiro, é considerado lento o que é o contraponto perfeito à impetuosidade de Tuppence, os amigos casam-se no final do primeiro livro e têm três filhos: os gêmeos Derek e Deborah, e a filha adotiva Betty. Partners in Crime virou uma série de televisão em 1984, indo ao ar pela LWT, tendo James Warwick como Tommy e Francesca Annis como Tuppence, a série levou ao ar 10 dos 15 contos pertencentes ao livro. O casal voltou no filme The Secret Adversary, de 1985.

#### Parker Pyne
O detetive Parker Pyne surgiu em 1934 no livro de pequenos contos Parker Pyne Investigates. Pyne não se considerava um detetive, mas sim um especialista em coração, cuja especialidade era curar a infelicidade das pessoas. Pyne anunciava seus serviços nos classificados do Times, onde convidava os leitores infelizes a o visitarem na Richmond Street, 17. Os primeiros seis contos com Parker Pyne, são casos simples ocorridos em Londres, posteriormente, histórias mais complexas, como uma viagem ao Oriente Médio em pleno Orient Express (de Murder on the Orient Express), ser conselheiro de testamentos, Pyne chega até mesmo a fazer um cruzeiro pelo Nilo.
Posteriormente, Pyne aparece no livro The Regatta Mystery and Other Stories, que também possui histórias de Hercule Poirot e Miss Marple. O detetive, ou melhor, médico do coração, é descrito como um homem gordo, careca, por volta de seus 60 anos, possui uma teoria, segundo a qual, existem 5 tipos de infelicidade, mas todas elas têm cura, Pyne usa métodos nada tradicionais, e engenhosamente engana os suspeitos e cura a infelicidade. E em algum momento as histórias de Parker Pyne e Hercule Poirot se cruzam, Mrs. Ariadne Oliver, amiga de Pyne, auxilia Poirot em alguns crimes.

#### Ariadne Oliver
Ariadne Oliver apareceu pela primeira vez no conto The Case of the Discontented Soldier, parte da coletânea Parker Pyne Investigates, como uma amiga do investigador Parker Pyne. Começando como uma simples escritora de mistério, Ariadne chega a participar de 6 romances com o próprio Hercule Poirot, começando por Cards on the Table. Ariadne, ao contrário de Miss Marple, é muito mal-humorada, e considera que a Scotland Yard seria melhor gerida por uma mulher, e nela podemos encontrar muito de Agatha Christie, uma vez que, além de ser escritora de romances policiais, Oliver ainda possui uma certa antipatia por seu personagem Sven Hjerson, assim como Agatha, em diversas situações demonstrou sentir por Poirot. A detetive, também já apareceu nas telas, começando pelo filme Dead Man's Folly de 1986, adaptação do romance homônimo, onde é interpretada por Jean Stapleton, e também contracenou com David Suchet, em episódios recentes de Agatha Christie's Poirot, como é o caso de Cards on the Table, que foi ao ar em 2005.

#### Detetives por acaso
Alguns dos mais famosos livros de Agatha, não são protagonizados nem por Poirot, ou Miss Marple, nem mesmo pelo casal Tommy e Tuppence, ou Ariadne Oliver, são pessoas comuns, que de alguma forma são empurradas para um mistério. O primeiro exemplo deste tipo de detetive é a jovem e intrépida Anne Beddingfeld, de "The Man in the Brown Suit", quarto romance da autora. Outro é o Dr. Arthur Calgary, de Ordeal by Innocence (Punição Para a Inocência, no Brasil), no romance, o médico, ao retornar da Austrália, descobre um álibi, de um homem condenado injustamente, e são as diversas pistas encontradas por Calgary, que o levam a desvendar um assassinato.
Já em Why Didn't They Ask Evans? (Por Que Não Pediram a Evans?, no Brasil), Agatha forma uma dupla de investigadores bem diferentes de Tommy e Tuppence, formada pelos amadores Bobby Jones e Frankie Derwent, que além de tudo, são bem atrapalhados e caem em algumas armadilhas de seus inimigos, mas mesmo assim conseguem solucionar o mistério colocado em seu caminho. Além disso Endless Night e The Pale Horse, são protagonizados por amadores, e ainda por cima em 1ª pessoa. Em Endless Night (com o título Noite Sem Fim na edição do Brasil), o jovem Michael Rogers tenta desvendar o assassinato de sua esposa Ellie. Já The Pale Horse, talvez seja um dos livros mais singulares de Agatha nele, Mark Easterbrook, tenta desvendar uma série de assassinatos, envolvendo supostas bruxas e um misterioso cavalo amarelo.
E em The Seven Dials Mystery, a intrigada Bundle Brent, filha do displicente Lord Caterham, ao vir dois amigos dela serem mortos por uma suposta sociedade secreta, procura desvendar tais desfechos junto com a ajuda do Superintendente Battle, policial que a aconselha a se precaver de alguma represália desta seita formada por estranhos 7 personagens, alguns deles infiltrados na trama. Sua perspicácia envereda para chegar à solução do mistério sem recorrer a células cinzentas ou a estudos comportamentais presentes em Poirot ou Jane Marple, respectivamente.
Outros detetives por acaso são Anthony Cade, de The Secret of Chimneys (O Segredo de Chimneys); Emily Trefusis, de The Sittaford Mystery (O Mistério de Sittaford); Victoria Jones, de They Came to Baghdad (Aventura em Bagdá); Hilary Craven, de Destination Unknown (Um Destino Ignorado), Charles Hayward e Josephine Leonides, de Crooked House (A Casa Torta); Luke Fitzwilliam e Bridget Conway, de Murder Is Easy (É Fácil Matar); Hori, de Death Comes as the End (E no Final a Morte), etc.
Em algumas ocasiões, mesmo em histórias em que Poirot ou Miss Marple estão presentes, alguns desses detetives acabam dividindo o espaço com eles ou tomando o lugar de destaque. É o caso dos irmãos Jerry e Joanna Burton, de The Moving Finger (A Mão Misteriosa); Leonard Clement, de The Murder at the Vicarage (Assassinato na Casa do Pastor); Lucy Eyeslesbarrow, de 4.50 from Paddington (A Testemunha Ocular do Crime); do casal Gwenda e Giles Reed, de Sleeping Murder (Um Crime Adormecido); do Dr. James Sheppard, de The Murder of Roger Ackroyd (O Assassinato de Roger Ackroyd); Julia Upjohn e Adam Goodman, de Cat Among the Pigeons (Um Gato Entre os Pombos); Colin Lamb, de The Clocks (Os Relógios), Sarah King, de Appointment with Death (Encontro com a Morte); Amy Leatheran de Murder in Mesopotamia (Morte na Mesopotâmia), entre outros.

### Principais obras

#### The Murder of Roger Ackroyd
Em 1926, após uma média de um livro por ano, Agatha Christie escreveu a sua obra-prima: The Murder of Roger Ackroyd (O Assassinato de Roger Ackroyd). Este foi o primeiro dos seus livros a ser publicado pela Editora Collins, e marcou o início de um relacionamento autor-editor que durou 50 anos e 70 livros. The Murder of Roger Ackroyd também foi o primeiro dos livros de Agatha Christie a ser dramatizado – sob o nome de Álibi – e a fazer sucesso no West End de Londres. The Mousetrap, a sua peça mais famosa, estreou em 1952 e é a peça de maior duração em cartaz da história. Ainda é encenada, no mesmo teatro de Londres, desde então. Somente no ano de sua publicação em 1926, vendeu 5000 edições, e chamou a atenção por ser muito diferente de qualquer outro romance policial.

#### Murder on the Orient Express

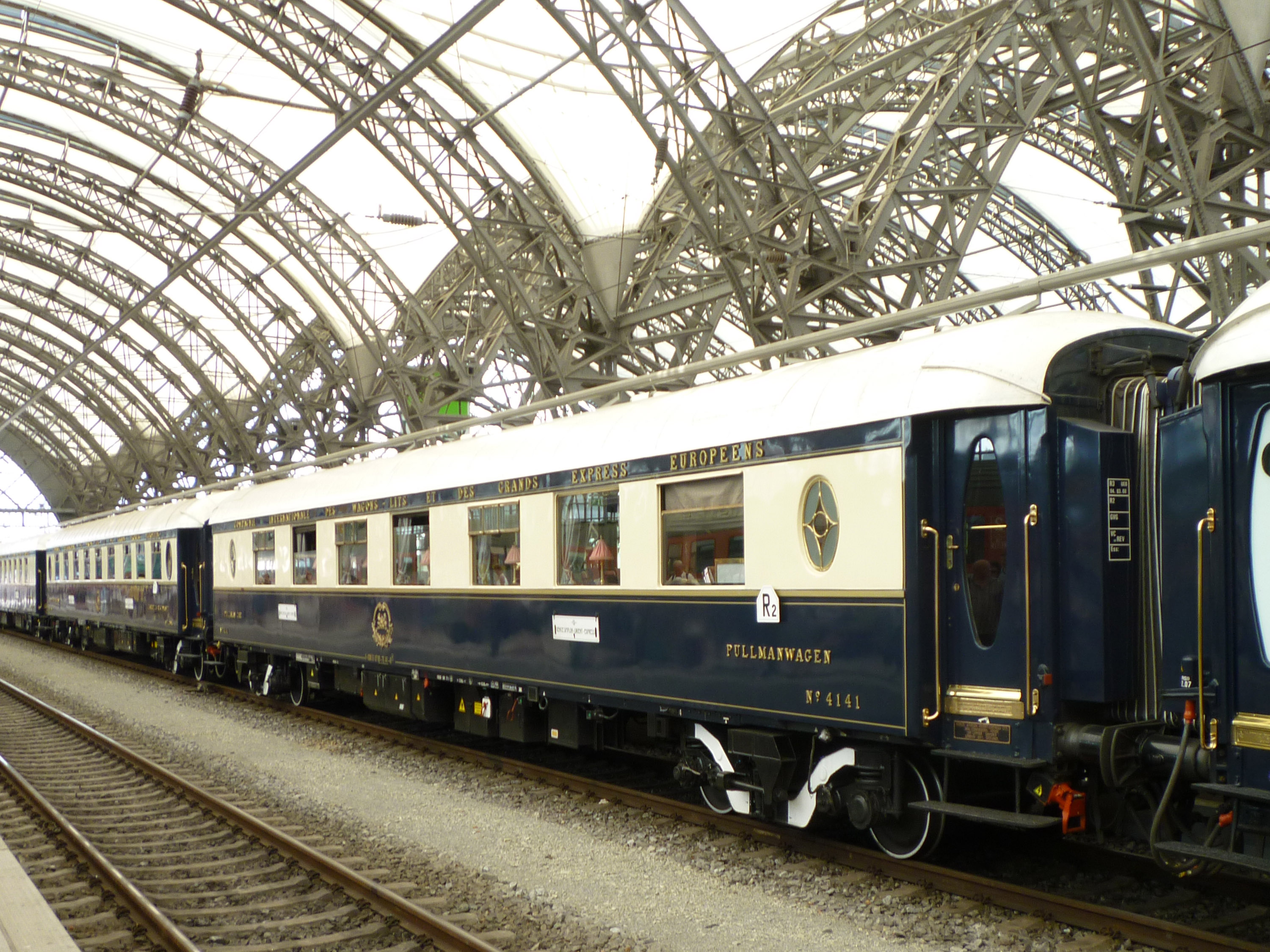
O verdadeiro "Expresso do Oriente".

Murder on the Orient Express  (Assassinato no Expresso do Oriente) foi publicado em 1934, considerado um dos maiores sucessos da autora, inspirando diversos filmes e peças teatrais, apenas no ano de sua publicação vendeu 3 milhões de livros, sendo no quesito vendas o livro mais bem-sucedido de Agatha, tendo também revolucionado os romances policiais, por conta de seu final dramático, e de seu enredo diferente, é considerado também o maior caso da carreira de Poirot e o magnum-opus de Agatha. No livro, um assassinato misterioso assusta aos passageiros do Expresso do Oriente. O livro diversas vezes foi adaptado para o cinema e para a televisão, sendo a mais famosa delas em 1974, com Albert Finney como Hercule Poirot, e a direção de Sidney Lumet. Em 2017, recebeu nova adaptação agora com Kenneth Branagh dirigindo o filme e também interpretando o famoso detetive Hercule Poirot. O trem Orient Express começou a operar em 1883 ligando Paris a Constantinopla, e em 1900 passou para o domínio privado, e ao longo dos anos o percurso do trem foi crescendo.

#### Ten Little Niggers

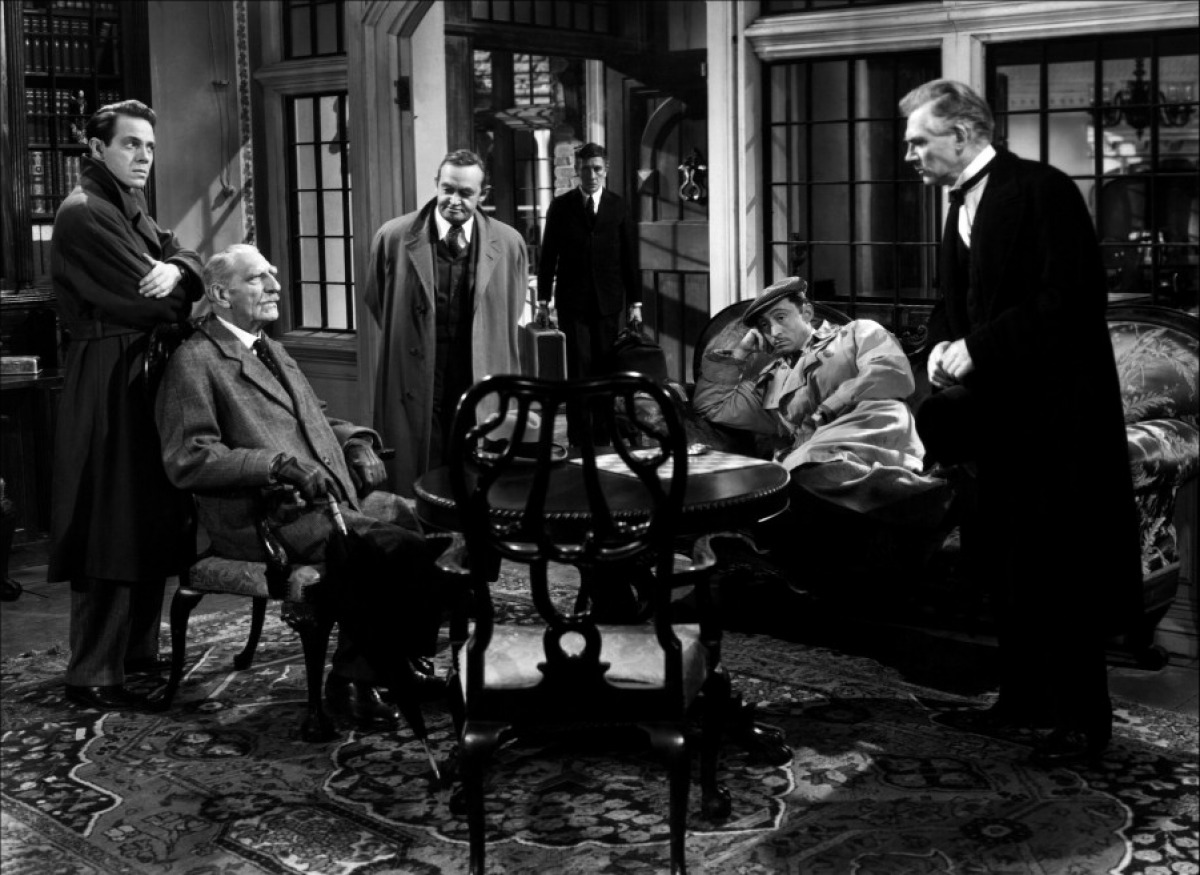
Cena do filme And Then There Were None de 1945.

Um dos seus livros mais famosos, O Caso dos Dez Negrinhos (no original em inglês, Ten Little Niggers) - cujo título se baseia numa cantiga infantil tradicional da Inglaterra - causou muita polêmica na época em que foi publicado nos Estados Unidos devido a preocupações com acusações de racismo; por esse motivo, edições mais recentes receberam o título And Then There Were None (E Não Sobrou Nenhum). Apesar da polêmica, o livro foi um dos maiores sucessos de Agatha, adaptado, em mais de uma vez, para a TV e para o cinema. Uma das adaptações mais famosas é o filme And Then There Were None (1945), cujo elenco incluía Barry Fitzgerald, Walter Huston, Judith Anderson e Richard Haydn.

#### Curtain
O livro Curtain, narrando a última aventura de Hercule Poirot, foi publicado um pouco antes da sua morte. Agatha disse, quando publicou a história, que preferia matar o seu personagem mais famoso para evitar publicações que ela não aprovaria, após a sua morte. Tanto Curtain como Sleeping Murder, o último livro da personagem Miss Marple, haviam sido escritos na década de 1940, devido à preocupação da autora em não sobreviver à Segunda Guerra Mundial - e também como uma forma de assegurar uma adicional fonte de renda para seu marido e sua filha, a quem ela legou os direitos sobre as obras - e ficaram guardados durante décadas no cofre de um banco. No livro, Poirot retorna ao local de seu primeiro grande caso, para resolver outro, sem saber que esse seria o último. O livro chamou tanta atenção, que rendeu a Hercule Poirot um obituário no jornal norte-americano The New York Times, e foi o primeiro personagem fictício a ter lugar na primeira página do jornal.

### A outra face de Agatha

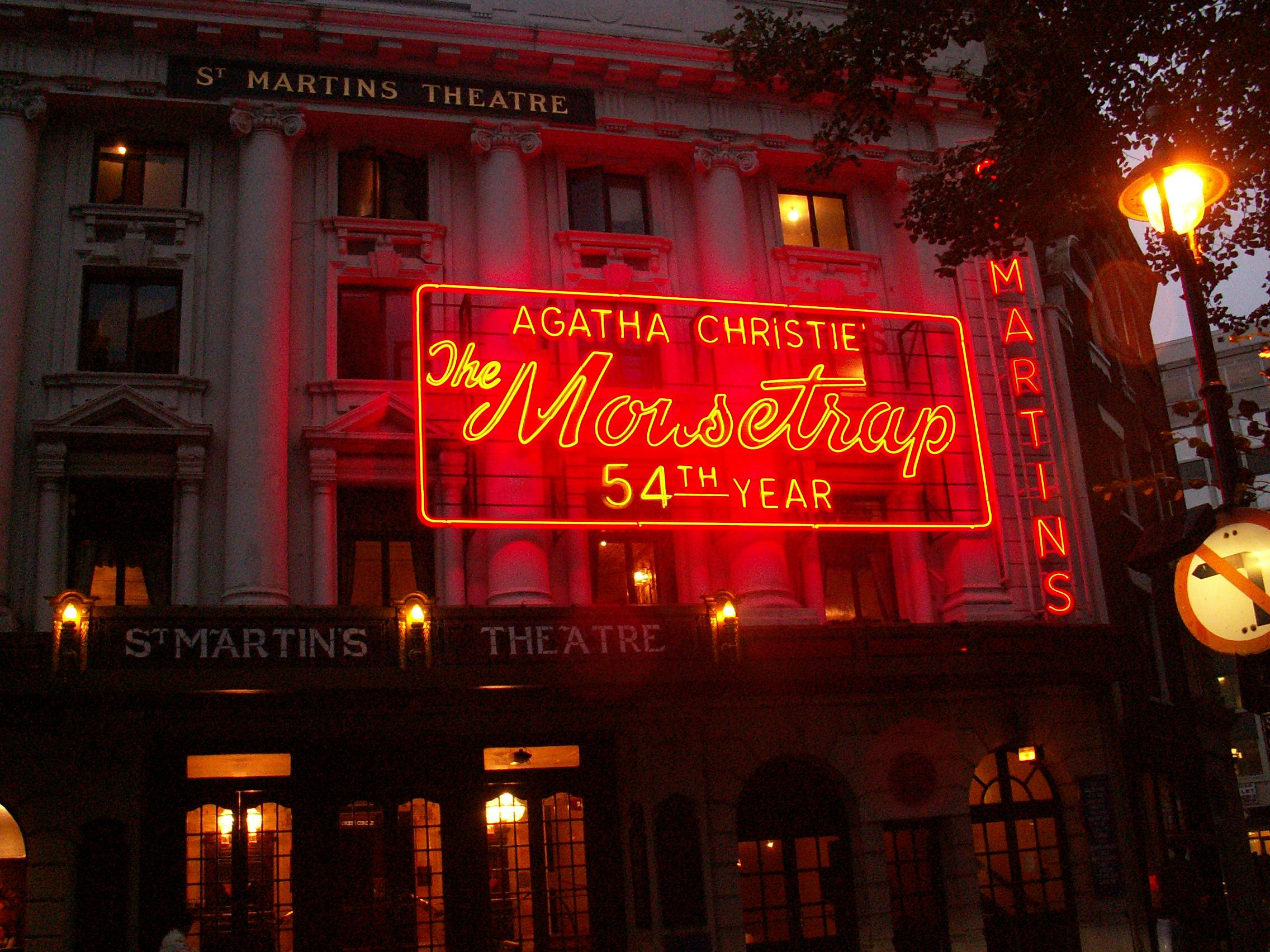
St. Martin's Theatre homenageando o 54º aniversário da peça The Mousetrap, em 2006.

Agatha Christie escreveu muito mais do que só literatura policial, a escritora já publicou seis romances, dois livros de poesias, um livro infantil, duas autobiografias, e já foi dramaturga. Além de sua peça The Mousetrap (A Ratoeira), que é a peça há mais tempo em cartaz no mundo, a autora também escreveu a peça Witness for the Prosecution (Testemunha de Acusação). Embora não tenha tido tanto sucesso como A Ratoeira, ambas as peças ainda podem ser vistas, desde os grandes teatros de Londres, até às escolas secundárias dos Estados Unidos, e até mesmo Ten Little Niggers, ganhou sua versão teatral sob o título de Ten Little Indians.
Já nos livros, Agatha não se limitou aos romances policiais; sua primeira autobiografia, Christie's An Autobiography, onde dá detalhes sobre sua vida profissional e pessoal até 1965, recebeu muitos elogios da crítica, quando publicado, em 1977 Em 1999 (23 anos após a morte da autora) foi publicado Come, Tell Me How You Live, onde Agatha conta como conheceu Max Mallowan, seu segundo marido, no Oriente Médio. Embora poucos o saibam, Agatha já foi também poetisa: em 1924 publicou sua primeira coleção de poemas, The Road of Dreams, remontando a adolescência da autora e a Primeira Guerra Mundial. O livro também possui histórias de um personagem chamado Harlequin, que segundo Agatha é o verdadeiro Harley Quin (do livro The Mysterious Mr. Quin), dois poemas, Elizabeth of England e The Ballad of the Flint, falam sobre deuses nórdicos,  em 1973 veio a segunda coletânea, porém com o mesmo título, que tinha na primeira parte os poemas publicados em 1924, e na segunda, 27 poemas inéditos, sobre a infância perdida, lugares visitados pela autora e experiências que teve em suas diversas viagens. Como Mary Westmacott, publicou seis romances não-policiais, o primeiro em 1930, e o último em 1956. Certa vez, Agatha disse que seus romances eram uma forma de se expressar, o que não poderia fazer em suas histórias policiais.
Agatha escreveu ainda um livro infantil e de cunho religioso, Star Over Bethlehem, que possui seis histórias e cinco poemas, acompanhados de ilustrações; três das histórias se passam nos tempos modernos, e as outras três contam sobre as viagens de Maria e José, a visita dos Reis Magos, e até mesmo o encontro de Jesus com o Apóstolo João, após a ressurreição de Cristo.

#### Teatro

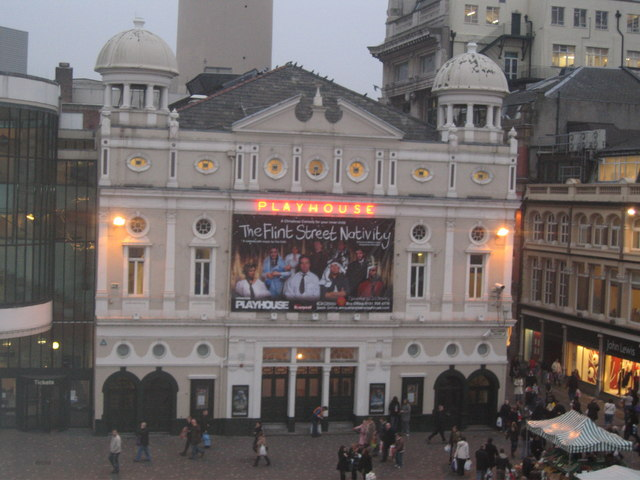
Playhouse Theatre, onde a peça The Murder at the Vicarage foi encenada.

De todas as peças de teatro sobre livros de Agatha, apenas três não foram adaptadas pela própria autora: Alibi, Peril at End House e Murder at the Vicarage. A primeira, uma adaptação de The Murder of Roger Ackroyd, foi encenada pela primeira vez em 1928, com direção de Sir Gerald du Marier, tendoCharles Laughton como Poirot. Agatha, não aprovando a peça, resolveu a partir de então escrever suas próprias peças de teatro. A primeira peça escrita pela própria Agatha, Black Coffee, em 1930, fez tanto sucesso que no ano seguinte foi adaptada para o cinema, com Austin Trevor interpretando Poirot, porém sem o tradicional bigode do detetive (Trevor, já havia interpretado Poirot na versão cinematográfica de Alibi). Depois disso, em 1940, Arthur Ridley adaptou Peril at End House para o teatro, com Francis L. Sullivan como Poirot. E em 1949, The Murder at the Vicarage (adaptação do romance homônimo), entrou em cartaz no Playhouse Theatre.
Alguns anos depois, entrou em cartaz Love from a Stranger, baseado no conto Cottage Philomel, da coletânea The Listerdale Mystery (O Mistério de Listerdale, em Portugal), uma peça que se tornou filme no ano seguinte ao seu lançamento com Basil Rathbone como protagonista. O primeiro filme sobre uma obra de Agatha a ser inteiramente produzido na Inglaterra, em 1943, Ten Little Niggers ganha a versão teatral, porém com um final diferente do livro. Nos EUA a peça teve o nome alterado para Ten Little Indians, para Agatha era um exagero dizer que o título (por conter o termo Nigger, forma chula de se referir aos negros em inglês) fosse preconceituoso, já que se referia a uma canção de ninar que existia na cultura inglesa já havia mais de 100 anos.
Murder on the Nile estreou no Ambassadors Theatre em 1949. Nos Estados Unidos, a peça também teve o título alterado para Hidden Horizon. Em 1951, estreou a peça The Hollow, que, ao contrário do romance original, não era protagonizado por Hercule Poirot, uma vez que Agatha dizia ter estragado o romance com a presença de Poirot, e que não cometeria o mesmo erro na peça Em 1952, a obra-prima de Agatha no teatro, The Mousetrap  (A Ratoeira), estreou no Ambassadors Theatre, e foi transferida em 1974 para o St. Martin's Theatre; o título original era Three Blind Mice. "A Ratoeira" foi escrita a pedido da família real britânica, para homenagear o 80º aniversário da Rainha Mary, e foi transmitida ao vivo pela BBC. A peça foi adaptada para um pequeno livro, intitulado Three Blind Mice and Other Histories (A Ratoeira e Outras Historias, em Portugal), inicialmente publicado apenas nos EUA.
Durante toda a década de 1950, as obras de Agatha fizeram sucesso. Witness for the Prosecution foi adaptado para o teatro 20 anos depois da obra original, ser publicada, e virou filme em 1958, com Charles Laughton como Poirot, em companhia a Marlene Dietrich e Tyrone Power, sendo, de forma geral, um grande sucesso tanto comercial quanto artístico. Spider's Web, peça original, estreou em 1954, com Margaret Lockwood interpretando uma mulher que tenta descobrir quem é o responsável por um assassinato que ocorre na sala de sua casa, ao mesmo tempo que tenta ocultar o homicídio do restante das pessoas. Já The Unexpected Guest (O Convidado Inesperado), estreou em 1958, foi um sucesso tão grande que fez o público esquecer o fiasco da peça anterior, Verdict, um dos poucos fracassos de Agatha no teatro. Tanto Spider's Web, quanto The Unexpected Guest e Black Coffee, foram transformados em livro por Charles Osborne. Já em 1960, estreou Go Back for Murder, baseada no livro Five Little Pigs, novamente Agatha preferiu tirar Poirot da peça, e em 1962, Rule of Three, uma peça dividida em três outras minipeças de teatro, intituladas The Rats, The Patient e Afternoon at the Seaside. O sucesso de Agatha no teatro foi tão grande que ela foi a única mulher em toda a história a ter três peças simultaneamente em cartaz no West End, de Londres.

## Obras

### Romances e contos
| Lançamento | Título original                                                        | Título em português                                      | Título em português                                                   |
| Lançamento | Título original                                                        | Título no Brasil                                         | Título em Portugal                                                    |
| ---------- | ---------------------------------------------------------------------- | -------------------------------------------------------- | --------------------------------------------------------------------- |
| 1920       | The Mysterious Affair at Styles                                        | O Misterioso Caso de Styles                              | O Misterioso Caso de Styles / A Primeira Investigação de Poirot       |
| 1922       | The Secret Adversary                                                   | O Inimigo Secreto / O Adversário Secreto                 | O Inimigo Secreto / O Adversário Secreto                              |
| 1923       | The Murder on the Links                                                | Assassinato no Campo de Golfe                            | Poirot, o Golfe e o Crime / Crime no Campo de Golfe                   |
| 1924       | Poirot Investigates (11 contos - Grã-Bretanha; 14 - EUA)               | Poirot Investiga                                         | As Investigações de Poirot                                            |
| 1924       | The Man in the Brown Suit                                              | O Homem do Terno Marrom                                  | O Homem do Fato Castanho                                              |
| 1925       | The Secret of Chimneys                                                 | O Segredo de Chimneys                                    | O Segredo de Chimneys                                                 |
| 1926       | The Murder of Roger Ackroyd                                            | O Assassinato de Roger Ackroyd                           | O Assassinato de Roger Ackroyd                                        |
| 1927       | The Big Four                                                           | Os Quatro Grandes                                        | As Quatro Potências do Mal / Os Quatro Grandes                        |
| 1928       | The Mystery of the Blue Train                                          | O Mistério do Trem Azul                                  | O Mistério do Comboio Azul                                            |
| 1929       | The Seven Dials Mystery                                                | O Mistério dos Sete Relógios                             | O Mistério dos Sete Relógios                                          |
| 1929       | Partners in Crime (15 contos)                                          | Sócios no Crime                                          | O Homem que era o nº 16 / Unidos Pelo Crime                           |
| 1930       | The Mysterious Mr. Quin (12 contos)                                    | O Misterioso Sr. Quin                                    | O Misterioso Sr. Quin                                                 |
| 1930       | The Murder at the Vicarage                                             | Assassinato na Casa do Pastor                            | Encontro com um Assassino / Crime no Vicariato                        |
| 1930       | Behind the Screen (com outros autores)                                 | O Cadáver Atrás do Biombo                                | Por Trás do Biombo                                                    |
| 1931       | The Scoop (programa de rádio, com outros autores)                      | Um Furo Jornalístico                                     | A Caixa                                                               |
| 1931       | The Floating Admiral (com outros autores)                              | A Morte do Almirante                                     | Quem matou o almirante?                                               |
| 1931       | The Sittaford Mystery                                                  | O Mistério de Sittaford                                  | O Mistério de Sittaford                                               |
| 1932       | Peril at End House                                                     | A Casa do Penhasco                                       | A Diabólica Casa Isolada / Perigo na Casa do Fundo                    |
| 1932       | The Thirteen Problems (13 contos)                                      | Os Treze Enigmas                                         | Os Treze Problemas / Os Treze Enigmas                                 |
| 1933       | Lord Edgware Dies                                                      | Treze à Mesa                                             | A Morte de Lorde Edgware                                              |
| 1933       | The Hound of Death and Other Stories (12 contos)                       | O Cão da Morte                                           | O Cão da Morte                                                        |
| 1934       | Murder on the Orient Express                                           | Assassinato no Expresso do Oriente                       | Um Crime no Expresso do Oriente                                       |
| 1934       | The Listerdale Mystery (10 contos)                                     | O Mistério de Listerdale                                 | O Mistério de Listerdale                                              |
| 1934       | Why Didn't They Ask Evans?                                             | Por que não Pediram a Evans?                             | Por que Não Pediram a Evans? / Perguntem a Evans                      |
| 1934       | Parker Pyne investigates (12 contos)                                   | O Detetive Parker Pyne                                   | Parker Pyne Investiga                                                 |
| 1934       | Three Act Tragedy                                                      | Tragédia em Três Atos                                    | Tragédia em Três Actos                                                |
| 1935       | Death in the Clouds                                                    | Morte nas Nuvens                                         | Morte nas Nuvens                                                      |
| 1936       | The A.B.C. Murders                                                     | Os Crimes ABC                                            | Os Crimes do ABC                                                      |
| 1936       | Murder in Mesopotamia                                                  | Morte na Mesopotâmia                                     | Assassínio na Mesopotâmia / Crime na Mesopotâmia                      |
| 1936       | Cards on the Table                                                     | Cartas na Mesa                                           | Cartas na Mesa                                                        |
| 1937       | Murder in the Mews (4 novelas)                                         | Assassinato no Beco                                      | Crime nos Estábulos / Morte Encenada                                  |
| 1937       | Dumb Witness                                                           | Poirot Perde uma Cliente                                 | Poirot Perde uma Cliente / Testemunha Muda                            |
| 1937       | Death on the Nile                                                      | Morte no Nilo                                            | O Barco da Morte / Morte no Nilo                                      |
| 1938       | Appointment with Death                                                 | Encontro com a Morte                                     | Morte entre as Ruínas / Encontro com a Morte                          |
| 1938       | Hercule Poirot's Christmas                                             | O Natal de Poirot                                        | O Natal de Poirot                                                     |
| 1939       | Murder Is Easy                                                         | É Fácil Matar                                            | Matar é Fácil                                                         |
| 1939       | Ten Little Niggers / And Then There Were None                          | O Caso dos Dez Negrinhos / E Não Sobrou Nenhum           | Convite para a Morte / As Dez Figuras Negras / No Início, Eram Dez... |
| 1939       | The Regatta Mystery and Other Stories (9 contos)                       | Um Acidente e Outras Histórias                           | O Mistério da Regata e Outras Histórias                               |
| 1940       | Sad Cypress                                                            | Cipreste Triste                                          | Poirot Salva o Criminoso / As Aparências Iludem                       |
| 1940       | One, Two, Buckle My Shoe                                               | Uma Dose Mortal                                          | Os Crimes Patrióticos / O Enigma do Sapato                            |
| 1941       | Evil Under the Sun                                                     | Morte na Praia                                           | As Férias de Poirot / Morte na Praia                                  |
| 1941       | N or M?                                                                | M ou N?                                                  | Tempo de Espionagem / N ou M?                                         |
| 1942       | The Body in the Library                                                | Um Corpo na Biblioteca                                   | Um Corpo na Biblioteca / Um Cadáver na Biblioteca                     |
| 1942       | Five Little Pigs                                                       | Os Cinco Porquinhos                                      | Poirot Desvenda o Passado / Os Cinco Suspeitos                        |
| 1942       | The Moving Finger                                                      | A Mão Misteriosa                                         | O Enigma das Cartas Anónimas                                          |
| 1944       | Towards Zero                                                           | Hora Zero                                                | Contagem Zero / Na Hora H                                             |
| 1944       | Death Comes as the End                                                 | E no Final a Morte                                       | Morrer não é o Fim / A Morte não é o Fim                              |
| 1945       | Sparkling Cyanide                                                      | Um Brinde de Cianureto                                   | À Saúde da... Morte / Um Brinde à Morte                               |
| 1946       | The Hollow                                                             | A Mansão Hollow                                          | Poirot, o Teatro e a Morte / Sangue na Piscina                        |
| 1947       | The Labours of Hercules (12 contos)                                    | Os Trabalhos de Hércules                                 | Os Trabalhos de Hércules                                              |
| 1948       | Taken at the Flood                                                     | Seguindo a Correnteza                                    | Arrastado na Torrente / Maré de Sorte                                 |
| 1948       | The Witness for the Prosecution and Other Stories (11 contos - só EUA) |                                                          | Testemunha de Acusação                                                |
| 1949       | Crooked House                                                          | A Casa Torta                                             | A Última Razão do Crime / A Casa Torta                                |
| 1950       | A Murder Is Announced                                                  | Convite para um Homicídio                                | Participa-se um Crime / Anúncio de um Crime                           |
| 1950       | Three Blind Mice and Other Stories (9 contos - só EUA)                 | Os Três Ratos Cegos e Outras Histórias                   | A Ratoeira (ou Três Ratos Cegos) e Outras histórias                   |
| 1951       | They Came to Baghdad                                                   | Aventura em Bagdá                                        | Intriga em Bagdade                                                    |
| 1952       | Mrs McGinty's Dead                                                     | A Morte da Sra. McGinty                                  | Poirot contra a Evidência / Mrs. McGinty está Morta                   |
| 1952       | They Do It with Mirrors                                                | Um Passe de Mágica                                       | Jogo de Espelhos                                                      |
| 1953       | After the Funeral                                                      | Depois do Funeral                                        | Os Abutres / O Caso do Funeral Fatal                                  |
| 1953       | A Pocket Full of Rye                                                   | Cem Gramas de Centeio                                    | Centeio que Mata / Um Punhado de Centeio                              |
| 1954       | Destination Unknown                                                    | Um Destino Ignorado                                      | Destino Desconhecido                                                  |
| 1955       | Hickory Dickory Dock                                                   | Morte na Rua Hickory                                     | Poirot e os Erros da Dactilógrafa / Crime em Hickory Road             |
| 1956       | Dead Man's Folly                                                       | A Extravagância do Morto                                 | Poirot e o Jogo Macabro / Jogo Macabro                                |
| 1957       | 4.50 from Paddington                                                   | A Testemunha Ocular do Crime                             | O Estranho Caso da Velha Curiosa / O Comboio das 16h50                |
| 1958       | Ordeal by Innocence                                                    | Punição para a Inocência                                 | Cabo da Víbora / A Provação do Inocente                               |
| 1959       | Cat Among the Pigeons                                                  | Um Gato Entre os Pombos                                  | Um Gato Entre os Pombos / Poirot e as Jóias do Príncipe               |
| 1960       | The Adventure of the Christmas Pudding (6 contos)                      | A Aventura do Pudim de Natal                             | A Aventura do Pudim de Natal / A Aventura do Bolo de Natal            |
| 1961       | The Pale Horse                                                         | O Cavalo Amarelo                                         | O Cavalo Amarelo / O Cavalo Pálido                                    |
| 1962       | The Mirror Crack'd from Side to Side                                   | A Maldição do Espelho                                    | O Espelho Quebrado                                                    |
| 1963       | The Clocks                                                             | Os Relógios                                              | Poirot e os 4 Relógios / Os Cinco Relógios                            |
| 1964       | A Caribbean Mystery                                                    | Mistério no Caribe                                       | Mistério nas Caraíbas / O Mistério das Caraíbas                       |
| 1965       | At Bertram's Hotel                                                     | O Caso do Hotel Bertram / A mulher Diabólica             | Mistério em Hotel de Luxo / Crime no Hotel Bertram                    |
| 1966       | Third Girl                                                             | A Terceira Moça                                          | Poirot e a Terceira Inquilina / A Suspeita                            |
| 1967       | Endless Night                                                          | Noite Sem Fim                                            | Noite Sem Fim                                                         |
| 1968       | By the Pricking of My Thumbs                                           | Um Pressentimento Funesto                                | Caminho para a Morte / A Premonição                                   |
| 1969       | Hallowe'en Party                                                       | A Noite das Bruxas                                       | Poirot e o Encontro Juvenil / A Festa das Bruxas                      |
| 1970       | Passenger to Frankfurt                                                 | Passageiro para Frankfurt                                | Passageiro para Francforte / Destino: Frankfurt                       |
| 1971       | Nemesis                                                                | Nemesis                                                  | Nemesis                                                               |
| 1971       | The Golden Ball and Other Stories (15 contos - só EUA)                 | A Mina de Ouro                                           |                                                                       |
| 1972       | Elephants Can Remember                                                 | Os Elefantes Não Esquecem                                | Os Elefantes Não Esquecem / Os Elefantes têm Memória                  |
| 1973       | Postern of Fate                                                        | Portal do Destino                                        | Morte pela Porta das Traseiras / A Porta do Destino                   |
| 1974       | Poirot's Early Cases (18 contos)                                       | Os Primeiros Casos de Poirot                             | Ninho de Vespas / Os Primeiros Casos de Poirot                        |
| 1975       | Curtain                                                                | Cai o Pano                                               | Cai o Pano (O Último Caso de Poirot)                                  |
| 1976       | Sleeping Murder                                                        | Um Crime Adormecido                                      | Crime Adormecido                                                      |
| 1977       | Agatha Christie: An Autobiography                                      | Autobiografia                                            | Agatha Christie - Autobiografia                                       |
| 1979       | Miss Marple's Final Cases and Two Other Stories (8 contos)             | Os Últimos Casos de Miss Marple                          | O Mistério da Estrela da Manhã / Miss Marple Investiga                |
| 1980       | The Witness for the Prosecution and Other Stories (4 peças teatrais)   | Testemunha da Acusação e Outras Peças                    |                                                                       |
| 1997       | The Harlequin Tea Set and Other Stories                                | Poirot e o Mistério da Arca Espanhola e Outras Histórias |                                                                       |
| 1997       | While the Light Lasts and Other Stories                                | Enquanto Houver Luz                                      | O Dilema                                                              |
| 1997       | Black Coffee                                                           | Café Preto                                               | Café Negro                                                            |
| 1999       | The Unexpected Guest                                                   | O Visitante Inesperado                                   | A Visita Inesperada                                                   |
| 2008       | The Under Dog, Second Gong, Sanctuary and Other Stories                | Poirot Sempre Espera e Outras Histórias                  |                                                                       |
| 2008       | Spider's Web                                                           | A Teia da Aranha                                         | A Teia da Aranha                                                      |
| 2020       | Akhenaton (peça de teatro)                                             | Akhenaton                                                |                                                                       |

### Peças de teatro
- (1928) Alibi: Encenado no Prince of Wales Theatre.[48] Adaptação do romance The Murder of Roger Ackroyd.[46]
- (1930) Black Coffee: Encenado pela primeira vez no Embassy Theatre,[49] em 8 de dezembro, de 1930. Transformado em livro por Charles Osborne em 1997.[50]
- (1931) Chimneys: Encenado pela primeira vez no Embassy Theatre.[51] Adaptação para o teatro de seu romance The Secret of Chimneys, de 1925.
- (1937) Akhnaton - Nunca encenada[46] por ser considerada demasiado séria, se tornou livro em 1973.[52]
- (início da década de 1930) A Daughter's a Daughter: Escrita no final da década. Adaptada em 1952 para o formato de romance, foi publicado sob o pseudônimo de Mary Westmacott, a obra teria ligação com a relação entre Agatha e sua mãe, Clara.[53]
- (1943) Ten Little Niggers / Ten Little Indians: Estreou no Wimbledon Theatre, em 20 de setembro de 1943. Adaptação para o teatro de And Then There Were None, de 1939.
- (1945) Appointment with Death: Encenado no West End Theatre. Adaptação para o teatro de seu romance de mesmo nome, de 1938.[54]
- (1946) Murder on the Nile / Hidden Horizon: Encenado no Ambassadors Theatre. Adaptação para o teatro de seu romance Death on the Nile, de 1937.
- (1951) The Hollow: Encenado no Playhouse Theatre.[46] Adaptação para o teatro de seu romance do mesmo nome, de 1947.[55]
- (1952) The Mousetrap (A Ratoeira): Não se baseia em nenhuma outra obra anterior. Apresentada ininterruptamente desde 1952, sendo que desde 1974 no St. Martin's Theatre.[10] É a obra há mais tempo em cartaz na história.[8]
- (1953) Witness for the Prosecution (Testemunha de Acusação): Encenado no Henry Miller's Theatre.[56] Baseada no conto constante do volume Witness For The Prosecution and Other Stories, de 1948.[46]
- (1954) Spider's Web (Na Teia da Aranha): Não se baseia em nenhuma obra anterior.[57] Adaptada para o formato de romance por Charles Osborne, publicado no ano 2000.[58]
- (1956) Towards Zero (A Hora H): Encenado no Ensemble Theatre. Adaptação para o teatro do romance homônimo, de 1944.[59] Escrita com Gerald Verner.
- (1958) Verdict: Não se baseia em nenhuma outra obra anterior.[60] Foi considerada, pela própria Agatha, sua pior peça teatral.[46]
- (1958) The Unexpected Guest (O Hóspede Inesperado): Estreou no Bristol Hippodrome, posteriormente indo para o Duchess Theatre.[61] Adaptada para o formato de romance por Charles Osborne, publicado em 1999.[62]
- (1960) Go Back for Murder: Encenado no Playhouse Theatre.[63] Baseado no romance Five Little Pigs, porém ao contrário da obra original, não tinha Poirot.[47]
- (1962) Rule of Three: Três peças de um ato cada: Afternoon at the Seaside, The Rats e The Patient.[46][64]
- (1972) Fiddler's Five / Fiddler's Three: Estreou no Cambridge Theatre como Fiddler's Five, posteriormente no Guildford Theatre, teve o título alterado para Fiddler's Three. Nunca foi publicada.

Os títulos em português referem-se às edições brasileiras

## Adaptações

### Cinema
- (1928) The Passing of Mr. Quinn
- (1928) Die Abenteurer G.m.b.H.
- (1931) Alibi
- (1931) Black Coffee
- (1932) Le Coffret de Laque
- (1934) Lord Edgware Dies
- (1937) Love From a Stranger
- (1945) And Then There Were None
- (1947) Love From a Stranger
- (1957) Witness for the Prosecution
- (1960) The Spider's Web
- (1961) Murder She Said (Baseado em 4.50 from Paddington)
- (1963) Murder at the Gallop (Baseado em After the Funeral)
- (1964) Murder Most Foul (Baseado em Mrs. McGinty's Dead)
- (1964) Murder Ahoy!
- (1965) Gumnaan(Baseado em Ten Little Niggers)
- (1965) Ten Little Indians
- (1966) The Alphabet Murder (Baseado em The A.B.C. Murders)
- (1970) Mord im Pfarrhaus (Baseado em The Murder at the Vicarage)
- (1972) Endless Night
- (1973) Dhund (Baseado na peça The Unexpected Guest)
- (1974) Murder on the Orient Express
- (1974) Ein Unbekannter rechnet ab (Baseado em Ten Little Niggers)
- (1978) Death on the Nile
- (1980) The Mirror Crak'd (Baseado em They Do It with Mirrors)
- (1982) Evil Under the Sun
- (1983) Tayna chyornykh drozdov (Baseado em A Pocketful of Rye)
- (1985) Ordeal by Innocence
- (1988) Appointment with Death
- (1989) Ten Little Indians
- (1995) Suspicions (Baseado em Ten Little Niggers)
- (2017) Murder on the Orient Express
- (2022) Death on the Nile
- (2023) Hallowe'en Party

### Televisão
- (1938) Love from a Stranger (telefilme)
- (1947) Three Blind Mice (telefilme)
- (1949) Ten Little Niggers (telefilme)
- (1959) Ten Little Indians (telefilme)
- (1980) Why Didn't They Ask Evans? (telefilme)
- (1981) The Seven Dials Mystery (telefilme)
- (1982) Murder Is Easy (telefilme)
- (1982) The Agatha Christie Hour (série em 10 episódios)
- (1983) The Secret Adversary (telefilme)
- (1983) A Caribbean Mystery (telefilme)
- (1983) Sparkling Cyanide (telefilme)
- (1984) The Body in the Library (telefilme)
- (1985) The Mirror Crack'd (telefilme)
- (1985) A Moving Finger (telefilme)
- (1985/1992) Agatha Christie's Miss Marple (série de telefilmes)
- (1985) Thirteen at Dinner (telefilme)
- (1986) Dead Man's Folly (telefilme)
- (1986) The Murder at the Vicarage (telefilme)
- (1986) Three Act Tragedy (telefilme)
- (1986) The Murder at the Vicarage
- (1987) 4.50 from Paddington
- (1989) The Man in the Brown Suit
- (1989) Agatha Christie's Poirot
- (2004-2012) Marple
- (2005) Agatha Christie no Meitantei Poirot to Marple (anime)
- (2016) And Then There Were None (minissérie)
- (2016) The Witness for the Prosecution (minissérie)
- (2018) Ordeal by Innocence (minissérie)
- (2018) The A. B. C. Murders (minissérie)